# Irolita
Irolita – rodzaj ryb chrzęstnoszkieletowych z rodziny Arhynchobatidae.

## Rozmieszczenie geograficzne
Do rodzaju należą gatunki występujące w wodach Australii Zachodniej i Południowej (wschodni Ocean Indyjski).

## Morfologia
Długość ciała do 52 cm.

## Systematyka
Rodzaj zdefiniował w 1931 roku australijski ichtiolog Gilbert Percy Whitley w artykule poświęconym badaniom ichtiologicznym opublikowanym w czasopiśmie Records of the Australian Museum. Gatunkiem typowym jest (oryginalne oznaczenie (także monotypowe)) I. waitii.

### Etymologia
Irolita: etymologia niejasna, Whitley nie podał wyjaśnienia nazwy rodzajowej; być może eponim od Irolita, imienia baśniowej księżniczki o nieziemskiej.

### Podział systematyczny
Do rodzaju należą następujące gatunki:
- Irolita waitii (McCulloch, 1911)
- Irolita westraliensis Last & Gledhill, 2008